# Companhia de Saneamento do Estado do Rio de Janeiro
A Companhia de Saneamento do Estado do Rio de Janeiro (Sanerj) foi uma empresa pública que tinha como objetivo de prestar serviços de abastecimento público de água e de esgotamento sanitário na região do Estado do Rio de Janeiro.
A Sanerj foi criada a partir dos seguintes  órgãos: SUCESA, SAEN, SAEMA, SAEMI, SAETEC, SAEI e SAEC.
Foi uma empresa pública sucedida pela CEDAE cuja criação foi autorizada pelo Decreto-Lei nº 39 de 24 de março de 1975, e constituída em 1º de agosto daquele ano, logo após a fusão dos Estados do Rio de Janeiro e da Guanabara, o que resultou na unificação das três empresas que atuavam, em seus Estados de origem, na prestação de serviços de saneamento: a própria SANERJ (Companhia de Saneamento do Estado do Rio de Janeiro), a Cedag (Companhia Estadual de Águas da Guanabara) e a ESAG (Empresa de Saneamento do Estado da Guanabara). Pelo Decreto 168, de 18 de junho de 1975, firmado pelo Governador do novo Estado. foi pacificada a unificação dos patrimônios das empresas fusionadas mediante a incorporação pela Cedag, da SANERJ e da ESAG e determinada a extinção dessas duas últimas empresas dos antigos Estados fusionados.
Em 1972 a SANERJ, empresa que abastecia o antigo Estado do Rio de Janeiro tentou sangrar as adutoras das linhas pretas. Para impedi-la do intento, a Cedag colocou vigilância especial em toda a extensão dessas adutoras, o que gerou um conflito entre essas empresas e os Governos Estaduais.